# Skušek
Skušek je priimek več znanih Slovencev:
- Franc Skušek (1922—2012), veterinar
- Ivan Skušek (1877—1947), mornariški častnik
- Ivan Skušek (1923—1976), pesnik, prevajalec in urednik
- Marija Skušek (1893—1963), mecenka japonskega rodu (rojena Tsuneko Kondo-Kavese)
- Zoja Skušek (1947—2019), prevajalka družboslovja, publicistka in urednica